# Kiltale
Kiltale (en irlandais, Cill Táile) est le petit secteur rural d'une communauté dans le comté de Meath, en Irlande dont la population se monte à environ 300 habitants. 
Kiltale est situé sur la R154, route régionale, la route principale de Dublin à  Trim. La localité se trouve à environ 9 km à l'est de  Trim, à environ 9 km à l'ouest de Dunshaughlin et à 19 km au sud de Navan. Kiltale est à un peu plus de 7 km du siège historique du Haut Roi d'Irlande, sur la colline de Tara.
Kiltale abrite les centres administratifs pour les industries alimentaires et vétérinaires de l'Union européenne et Grange, le centre de recherche sur le bœuf de Teagasc.

## Sports
Kiltale GAA, le club de hurling et camogie local, est de loin la plus grande organisation sportive de Kiltale, l'un des clubs de hurling dominants du comté. Le terrain de l'équipe est situé sur la route principale Trim - Dublin, la R154.
L'équipe senior de hurling a remporté son premier titre du Meath Senior Hurling Championship en 2007, après avoir battu ses rivaux locaux de Kilmessan sur un score de 1-08 à 0-9.
Le club a remporté 5 titres consécutifs en seniors Meath, le plus récent en 2018.
Kiltale est également le lieu de naissance de sportifs :
- Barry McGann
- Sara Louise Treacy
- Hugh O'Sullivan
- Liam Harnan
- Robbie Power
- Con Power

## Commodités
Kiltale possède une église catholique appelée l'église de l'Assomption de la Bienheureuse Vierge Marie et une école publique (primaire) (Scoil Mhuire). 
Une petite salle paroissiale permet des réunions et des événements communautaires. Kiltale fait partie de la paroisse catholique romaine de Moynalvey dans le diocèse de Meath. 
Le clubhouse de l'équipe locale de hurling accueille parfois de la musique live. [réf. nécessaire]

## Transports
Les lignes 111/112 des Bus Éireann de / vers Kiltale desservent Cavan - Granard - Athboy - Trim  - Kiltale - Batterstown - Blanchardstown - Dublin avec env. 10 services dans chaque sens par jour.
La ligne 134 dessert le centre commercial Dorey's Forge-Batterjohn-Dunsany - Kilmessan - Kilcarn - Navan et circule une fois dans chaque sens tous les jeudis. [réf. nécessaire]